# Europäischer Datenschutzausschuss
Der Europäische Datenschutzausschuss (EDSA) (englisch European Data Protection Board, EDPB) ist eine unabhängige europäische Einrichtung mit dem Ziel, die einheitliche Anwendung der Datenschutz-Grundverordnung (DSGVO) sicherzustellen und die Zusammenarbeit zwischen den Datenschutzbehörden der EU zu fördern. Am 25. Mai 2018 ersetzte der EDSA die Artikel-29-Arbeitsgruppe.

## Der Auftrag des EDSA
- Herausgabe von Leitlinien, Empfehlungen und Ermittlung bewährter Praktiken im Zusammenhang mit der Auslegung und Anwendung der DSGVO,
- Beratung der Europäischen Kommission in Fragen des Schutzes personenbezogener Daten im Europäischen Wirtschaftsraum (EWR),
- Verabschiedung von Stellungnahmen zur Gewährleistung einer kohärenten Anwendung der DSGVO durch die nationalen Aufsichtsbehörden, insbesondere bei Entscheidungen mit grenzüberschreitender Wirkung,
- Als Streitbeilegungsstelle im Streitfall zwischen den nationalen Behörden zu fungieren, die bei der Durchsetzung von grenzüberschreitenden Fällen zusammenarbeiten,
- Förderung der Entwicklung von Verhaltenskodizes und Einrichtung von Zertifizierungsmechanismen im Bereich des Datenschutzes,
- Förderung der Zusammenarbeit und des wirksamen Austauschs von Informationen und bewährten Verfahren zwischen den nationalen Aufsichtsbehörden.[3]

## Vorsitz
Der Europäische Datenschutzausschuss wird von seiner Vorsitzenden vertreten, welche aus seinen Mitgliedern mit einfacher Mehrheit für eine Amtszeit von fünf Jahren gewählt wird und einmal verlängert werden kann. Für die beiden stellvertretenden Vorsitzenden gilt das gleiche Wahlverfahren und die gleiche Amtszeit.
Am Jahresbeginn 2025 wird der Vorsitz des Verwaltungsrates von folgenden Personen wahrgenommen:
- Anu Talus, Vorsitzende,
- Irene Loizidou Nicolaidou, stellvertretende Vorsitzende
- Zdravko Vukić, stellvertretender Vorsitzender

## EDPB-Mitglieder
Der Ausschuss setzt sich aus den 27 EU und den 3 EEA EFTA Vertretern der nationalen Datenschutzbehörden und dem Europäischen Datenschutzbeauftragten (EDSB) zusammen.